# Rivadavia (San Juan)
Rivadavia é uma cidade da Argentina, localizada na província de San Juan